# South Sudan Theatre Company
Die South Sudan Theatre Company ist eine Theaterkompanie, die kurz nach der Unabhängigwerdung des Südsudan (2011), im Jahr 2012 gegründet wurde.

## Aufführungen
Mit Unterstützung des British Council konnte die Theaterkompanie aufgebaut werden. Sie hat das Ziel Theater-Festivals auszurichten und die Kreativität der jungen Menschen zu fördern. Erste Aufführungen wurden im Rahmen der London Cultural Olympiad dargeboten. In diesem Festival beherbergte das Globe 37 Shakespeare-Aufführungen in 37 Sprachen in einem Zeitraum von sechs Wochen.
CNN berichtete, dass das Theaterstück Cymbeline (nach Shakespeares Theaterstück Cymbeline) regelmäßig und international aufgeführt werden kann mit Hilfe des Internets.
Das Theaterstück wurde dabei in Juba Arabic adaptiert.

### Partnerschaften
Das Globe Theatre in London hat Pläne gemacht, ein Juba Globe in Juba, der Hauptstadt des Südsudan zu errichten mit Hilfe des British Council, des South Sudanese Ministry of Culture und British Consultants Metaphor als Partnern.